# Антонио Скармета
Антонио Скармета (на испански: Antonio Skármeta) е чилийски кинорежисьор, актьор, сценарист, дипломат и писател на произведения в жанра драма и съвременен исторически роман. Считан е от европейската и американската критика за основоположник на литературата на т.нар. постбейбибум поколение в Латинска Америка, като началото на течението е поставено през 1975 г. с романа му „Сънувах, че снегът гори“.

## Биография и творчество
Естебан Антонио Скармета Враничич е роден на 7 ноември 1940 г. в Антофагаста, Чили. Внук е на хърватски имигранти от Брач, Далмация. Учи в колежа „Сан Луис“ в Антофагаста и в престижната гимназия „Генерал Хосе Мигел Карера“ в Сантяго. Следва философия и литература в Университета в Сантяго, който завършва през 1963 г. Докато е в него продуцира пиеси на Едуард Олби, Уилям Сароян и Йожен Йонеско с драматичната група на университета. През 1966 г. получава магистърска степен по философия и литература от Колумбийския университет. След дипломирането си, в периода 1967 – 1973 г. преподава литература в Чилийския университет. Като ляв интелектуалец той е член на Единното движение за народни действия (MAPU) в годините на управление на коалицията „Народно единство“.
След военния преврат на Аугусто Пиночет напуска Чили и емигрира първо в Буенос Айрес, а по-късно от 1975 г. в Западен Берлин. През 1987 г. е член на журито на 37-ия Международен филмов фестивал в Берлин. След края на военната диктатура на Пиночет, през 1989 г. писателят се завръща в Чили, за да „създаде политическо пространство за свобода“. Основава литературната работилница „Хайнрих Бьол“ в института „Гьоте“ в Сантяго. Води телевизионна програма за литература и изкуства по националната телевизия. В периода 2000 – 2003 г. е посланик на Чили в Германия. Преподава литература в Колорадо Колидж както в Сантяго и в Колорадо Спрингс.
Първата му книга, сборникът с разкази „El entusiasmo“ (Ентусиазъм) е издадена през 1967 г. Вторият му сборник с разкази „Desnudo en el tejado“ (Гол на покрива) от 1969 г. получава наградата „Каза де лас Америкас“ и го прави известен.
Първият му роман „Сънувах, че снегът гори“ е издаден през 1975 г. в Аржентина, който пише докато е в изгнание там.
Най-известният му роман е „Пощальонът на Неруда“ от 1985 г., който разказва историята за изключителното приятелство между чилийския поет Пабло Неруда, живеещ в изгнание, и неговия пощальон. Романът е екранизиран два пъти, през 1983 г. във филма „Ardiente paciencia“ (Изгарящо търпение), за който Скармета е пише сценария и режисира през 1983 г. (две години преди публикуването на книгата), и през 1994 г. в получилия световен успех филм „Пощальонът“ на режисьора Майкъл Радфорд с Филип Ноаре в ролята на Неруда и Масимо Троизи в тази на пощальона.
Книгите на писателя са преведени на над двайсет езика по света.
Антонио Скармета живее със семейството си в Сантяго.

## Произведения
- Soñé que la nieve ardía (1975)
Сънувах, че снегът гори, изд.: „Христо Г. Данов“, Пловдив (1979), прев. Екатерина Делева
- No pasó nada (1980)
- La insurrección (1982)
- Ardiente Paciencia о Пабло Неруде (1985)
Пощальонът на Неруда, изд.: ИК „Колибри“, София (2011), прев. Боряна Дукова
- Matchball (1989)
- La composición (1998)
- La boda del poeta (1999)
- La chica del trombón (2001)
- El baile de la victoria (2003) – награда „Планета“
- Un padre de película (2010)
- Los días del arco iris (2010)

### Пиеси
- Dieciocho kilates (2010)

### Сборници
- El entusiasmo (1967) – новели
- Desnudo en el tejado (1969) – разкази, награда „Каза де лас Америкас“
- Tiro libre (1974) – разкази
- Novios y solitarios (1975) – разкази
- La Cenicienta en San Francisco y otros cuentos (1990) – новели

### Екранизации
- 1973 La victoria – тв филм, съавтор
- 1976 Es herrscht Ruhe im Land
- 1978 Aus der Ferne sehe ich dieses Land
- 1980 La insurrección
- 1980 Die Spur des Vermißten – тв филм
- 1983 Wenn wir zusammen lebten... – документален, режисьор
- 1983 Ardiente paciencia – сценарий и режисура
- 1985 Abschied in Berlin – режисьор
- 1985 Pequeña revancha – по разказа „La composición“
- 1986 Seine letzte Chance – тв филм
- 1988 Der Radfahrer von San Cristóbal
- 1994 Пощальонът, Il postino – по романа „Пощальонът на Неруда“
- 1998 Neruda, todo el amor – документален
- 1999 Brisa de Navidad – документален
- 2009 El baile de la Victoria – сценарий
- 2011 Great Performances – тв сериал, 1 епизод
- 2017 O Filme da Minha Vida